# 宮崎県の川一覧
宮崎県の川一覧（みやざきけんのかわいちらん）では、宮崎県を流れる河川を一覧にしたものである。
原則、支流は上流から下流にかけて順番に掲載している。
- A川・・・本流
  - B川・・・本流（A川）の支流・分流
    - C川・・・支流（B川）の支流・分流
      - D川・・・C川の支流・分流

というような順番で掲載している。

## 一級水系

### 大淀川水系
- 大淀川
  - 桜谷
  - 湯之尻川
  - 村山川
  - 迫下川
  - 梅北川
  - 萩原川
    - 高畑川（小鷺巣川と合流し萩原川になる）
    - 小鷺巣川（高畑川と合流し萩原川となる）
      - 寺柱川

    - 崩川
    - 安久川
    - 姫城川

  - 年見川
    - 柳河原川

  - 横市川
  - 沖水川
    - 網目川
    - 椎八重川
    - 内之木場川

  - 庄内川
    - 千足川（溝ノ口川と合流し庄内川となる）
      - 荒川内川（荒襲川合流し千足川となる）
      - 荒襲川（荒川内川と合流し千足川となる）
        - 田野川
          - 湯穴

      - 大塚川

    - 溝ノ口川（千足川と合流し庄内川となる）
      - 木和田川
      - 粟谷川
      - 吉ヶ谷川
      - 瓶臺川
      - 倉掛川

    - 小田川

  - 大谷川
  - 東岳川
    - 花木川
      - 富吉川
        - 樋口川

  - 木之川内川
    - 丸谷川
    - 高崎川

  - 有水川
    - 永野川
    - 永山川

  - 炭床川
    - 木下川

  - 松八重川
  - 岩瀬川
    - 城之下川
    - 戸崎川
    - 石瀬戸川

  - 木浦川
  - 穴水川
  - 秋社川
  - 前谷川
  - 境川
    - 妙寺ヶ谷川
    - 飛松川
    - 中平谷

  - 仁田尾川
  - 浦之名川
  - 瓜田川
  - 江川
  - 内の丸川
  - 本庄川
    - 綾北川（綾南川と合流し本庄川になる）
      - 曽見川

    - 綾南川（綾北川と合流し本庄川になる（綾南川は本庄川とも呼ばれる）
      - 多古羅谷

    - 深年川
      - 後川
      - 三名川

  - 五十鈴川
  - 大谷川
    - 宮ノ下川
      - 生目川

    - 金竹川

  - 水流川
    - 青柳川

  - 小松川 (宮崎県)
  - 八重川
    - 大坪前川

### 五ヶ瀬川水系
- 五ヶ瀬川
  - 北川 (五ヶ瀬川水系)
    - 小川 (宮崎県)
      - 下塚川（小川上流部の別称）
      - 鐙川

    - 桑原川
    - 中岳川
    - 田代川
      - 市園川

  - 祝子川
  - 大瀬川（五ヶ瀬川分流）
  - 細見川
  - 曽木川
  - 綱の瀬川
    - 鹿川

  - 日之影川
  - 岩戸川
  - 川走川
  - 三ヶ所川

### 小丸川水系
- 小丸川
  - 宮田川
  - 切原川
  - 黒水川
  - 板谷川
  - 弓木川
  - 渡川
  - 仁久川
  - 又江の原川
    - 又江川

### 大野川水系
- 大野川 - 下流、河口は大分県

### 川内川水系
- 川内川 - 下流、河口は鹿児島県

## 二級水系

### 福島川水系
- 福島川 (宮崎県)
  - 善田川
    - 牧ノ谷川

  - 初田川
  - 大平川
    - 秋山川
    - 奈留川

  - 大矢取川

### 広渡川水系
- 広渡川
  - 益安川
  - 酒谷川
    - 飛ヶ峯川
    - つづら八重川
      - 倉掛川
      - 大平川

  - 岸之河内谷川
  - 平八重谷川
  - 猪八重川
  - 黒荷田川
    - 宿野川
    - 山仮屋川
    - 小河内川

  - 尾羅川
  - 叺ヶ谷川
  - 倉谷川
  - 亀の河内川
  - 槻之河内川
  - 鰐塚川

### 清武川水系
- 清武川
  - 水無川
  - 岡川
  - 黒北川
  - 井倉川
    - 山住川

  - 松山川
  - 片井野川
  - 山下川
  - 別府田野川

### 一ツ瀬川水系
- 一ツ瀬川
  - 三財川
    - 山路川
    - 三納川
      - 島田川
      - 樫野川
      - 南川
        - 宮下川

    - 田野川
    - 前川
    - 蛇籠川

  - 桜川
  - 瀬江川
    - 竹尾川

  - 岩井谷川
  - 尾八重川
    - 湯之片川

  - 打越川
  - 銀鏡川
    - 登内川
    - 横平川

  - 小川川
  - 板谷川
    - 鶴瀬谷川
    - 竹之元川

  - 大藪川
  - 板谷川
    - 矢立川

### 耳川水系
- 耳川
  - 鳥川
  - 立石川
  - 出口川
    - 霜内川
    - 間溝川

  - 大谷川
  - 坪谷川
    - 西ノ内川
    - 迫内川
    - 一谷川
    - 瀬渡川
    - 鎌柄谷川

  - 内の口川
  - 椎谷川
  - 迫野内川
  - 西の八峡川
  - 八峡川
  - 小川川
    - 田代川
      - 上の原川

  - 長谷川
  - 尾迫川
  - 増谷川
    - 文字川

  - 柳原川
    - 板井川
    - 与狩内川

  - 七ツ山川
    - 川内川
    - 小原井川

  - 山瀬川
  - 十根川
    - 内の八重川
    - 奥村川

  - 桑の木原川
  - 小崎川
  - 松木川
  - 滝川
  - 不土野川
  - 水無川

### その他の二級水系
- 安楽川 (九州) - 下流、河口は鹿児島県
- 千野川
- 本城川
  - 中園川
  - 黒仁田川
- 宮ノ浦川
- 市木川
- 潟上川
- 細田川
  - 南郷川
    - 榎原川
- 隈谷川
- 風田川
- 宮浦川
- 富土川
- 伊比井川
- 鶯巣川
- 小内海川
- 野島川
- 内海川
  - 大丸川
- 突浪川
- 知福川
  - 蛇ノ河内川
- 加江田川
  - 深田川
  - 鏡洲川
    - 小河内川
- 石崎川
  - 亀田川
  - 井上川
- 平田川
  - 綿打川
    - 中須川
- 名貫川
  - 袋谷川
  - 水無川
- 都農川
  - 上町川
  - 芋川
- 心見川
  - 征矢原川
- 水無川
  - 田久保川
- 石並川
  - 鵜戸木川
- 赤岩川
- 塩見川
- 五十鈴川 (宮崎県)
- 沖田川
- 浦尻川
- 須美江川
- 熊野江川
- 古江川
- 市振川

## 普通河川・未分類
- 黒井川
- 小目井川